# Saadia ben Yosseph Halevi
Pour les articles homonymes, voir Saadia (homonymie).
Saadia ben Yosseph Halevi est un rabbin et poète yéménite du XVIe siècle.

## Éléments biographiques
Il est principalement connu par le panégyrique du rabbin et voyageur Zechariah al-Dahiri, publié dans son Sefer Hamoussar. Il aurait vécu, selon ce dernier, à Sanaa, à l'époque des persécutions anti-juives de 1568, puis à Jibla. Il aurait été l'un des plus grands érudits en Torah de son temps.

## Œuvre
Saadia ben Yosseph Halevi a composé plusieurs poèmes liturgiques, dont certains ont fait l'objet d'études ou de publications dans des recueils de poésie juive yéménite.